# Vizille
Vizille är en kommun i departementet Isère i regionen Auvergne-Rhône-Alpes i sydöstra Frankrike. Kommunen ligger i kantonen Vizille som tillhör arrondissementet Grenoble. År 2022 hade Vizille 7 316 invånare.

## Befolkningsutveckling
Antalet invånare i kommunen Vizille
Referens:INSEE